# Путешествие в страх
«Путешествие в страх» (англ. Journey into Fear) — шпионский нуар режиссёра Нормана Фостера, вышедший на экраны в 1943 году.
Фильм поставлен по одноимённому роману Эрика Эмблера 1940 года, и в целом следует сюжету книги за исключением того, что в романе главным героем был английский инженер, а в фильме он американец, корабль вместо итальянского стал греческим, и плывёт он не в Лондон, а в Батуми.
Газета «Нью-Йорк таймс» описала фильм как «экстравагантное приключение американского эксперта по артиллерии, попавшего в сеть международной интриги». История фильма «следует за своим испуганным главным героем с момента первой встречи со смертью в низкопробном стамбульском ночном клубе, через Чёрное море на занюханном греческом судёнышке для перевозки скота к последней отчаянной схватке на улицах Батуми. Странные и подозрительные персонажи оказываются на пути убегающего эксперта — нацистские шпионы, турецкая тайная полиция, второсортная танцевальная пара, подкаблучник — политический теоретик, омерзительный старый греческий морской капитан и убийца в очках. Короче говоря, случайные морские обломки, из которых состоит мелодрама».
Орсон Уэллс был продюсером, соавтором сценария и одним из ключевых актёров в фильме, в котором сыграли многие из его партнёров по театру «Меркурий», включая Джозефа Коттена, Агнес Мурхед, Долорес дель Рио, Эверетта Слоуна, Эдгара Бэрриера, Стефана Шнабеля и Юстаса Уайета.
В 1976 году Канадская продюсерская компания сделала ещё одну киноверсию романа Эмблера, режиссёром которой был Дэниел Манн, а главные роли исполнили Сэм Уотерстон, Зеро Мостел и Иветт Мимьё.

## Сюжет
В Стамбуле, в неухоженной комнате, под звуки расстроенного граммофона с заедающей пластинкой, полный и отталкивающий мужчина, известный в дальнейшем как Банат (Джек Мосс), берёт пистолет, одевается и выходит на улицу…
Дальнейшее повествование сопровождается закадровым голосом американского инженера по военно-морским вооружениям Говарда Грэма (Джозеф Коттен), который комментирует произошедшие с ним события в письме, обращённом к его жене Стефани (Рут Уоррик). На пути в советский порт Батуми, чтобы вернуться в США для завершения проекта с турецким военно-морским флотом, Грэм и его жена останавливаются на ночь в Стамбуле, где их встречает местный представитель компании Грэма по фамилии Копейкин (Эверетт Слоун). Сначала Копейкин навязывается с Грэмами в ресторан, а затем уводит Грэма в ночной клуб, где знакомит его с танцовщицей Жозетт Мартель (Долорес дель Рио) и её партнёром Гого (Джек Дюрант).
Выступающий фокусник приглашает Грэма принять участие в одном из номеров, в этот момент в клубе появляется Банат. Во время демонстрации фокуса в полной темноте раздаётся выстрел. Когда зажигается свет, на сцене вместо Грэма оказывается убитый фокусник, а Грэм в соответствии с условиями фокуса, оказывается лежащим в безопасности в гробу. Полиция немедленно оцепляет клуб и доставляет всех посетителей в штаб-квартиру турецкой тайной полиции.
Руководитель секретной полиции, полковник Хаки (Орсон Уэллс) сразу же приглашает Грэма в свой кабинет, заявляя, что убийство совершил немецкий агент, а фокусник был убит по ошибке. На самом деле целью немецких шпионов был Грэм, так как в случае его смерти сроки перевооружения турецкого военно-морского флота будут сорваны. Хаки показывает Грэму фотографию Баната, киллера, который был нанят в Софии нацистским агентом Мюллером специально для убийства Грэма. В целях обеспечения его безопасности Хаки в ультимативном порядке требует от Грэма отказаться от опасной поездки на поезде и плыть в Батуми на небольшом частном корабле. Хаки лично гарантирует Грэму, что Стефани встретит его в гостинице в Батуми.
Хаки доставляет Грэма, Жозетт и Гого на своём автомобиле прямо в порт, сажая их на утлое греческое судёнышко, перевозящее скот. Перед самым отплытием Копейкин передаёт Грэму на всякий случай заряженный револьвер, который тот прячет под матрацем в своей каюте. Помимо Грэма, Жозетт и Гого, на борту судна оказываются обходительный турецкий торговец табаком Кувелти (Эдгар Бэрриер), аполитичный немецкий археолог, профессор Халлер (Юстас Уайетт) и разговорчивый подкаблючник Мэтьюз (Франк Ридик) со своей сварливой женой-француженкой (Агнес Мурхед). На почве тревоги и одиночества в первый же вечер Грэм сближается с Жозетт.
При остановке в порте Трабзон Грэм по звуку заедающего граммофона догадывается, что на борту появился новый пассажир, между тем Халлер сообщает Грэму, что Кувелти не тот, за кого себя выдаёт. Вскоре после отплытия, увидев за ужином Баната, Грэм тут же напраляется к капитану, умоляя вернуться в порт и высадить его, однако капитан и его помощник только смеются над ним. Зайдя в свою каюту, Грэм обнаруживает, что его револьвер исчез.
Грэм обращается за помощью к Жозетт, и вместе с Гого она вовлекает Баната в игру в покер, чтобы Грэм мог тем временем обыскать каюту Баната в поисках оружия. Так ничего не найдя, Грэм возвращается в собственную каюту, где его встречает Халлер с пистолетом в руке, и Грэм догадывается, что он на самом деле и есть Мюллер. Мюллер предлагает Грэму сохранить жизнь в обмен на задержку его возвращения в США на шесть месяцев, и для этого он должен лечь в больницу в Батуми с диагнозом тиф. Мюллер сообщает ему, что Куветли является турецким агентом, направленным Хаки, и предупреждает Грэма, что тот будет убит, если расскажет об этом плане туркам. Кувелти подслушивает этот разговор из соседней каюты, после чего вызывает Грэма на тайную встречу, во время которой говорит ему, что план Мюллера — это лишь обман, чтобы по-тихому вывести инженера с корабля, а затем убить его.
Кувелти инструктирует Грэма, чтобы тот сделал вид, что согласен с планом Мюллера, но когда корабль войдёт в порт Батуми, он должен спрятаться в пустой каюте, в то время, как турецкий агент устроит арест немецких агентов. Когда Грэм заходит в пустую каюту, он видит на полу тело Кувелти, убитого Банатом. Грэм просит Мэтьюза передать сообщение турецкому консулу в Батуми, чтобы он поставил об этом в известность Хаки. Желая помочь Грэму, Мэтьюз даёт ему перочинный ножик. Грэм встречает Гого, который откровенно предлагает ему Жозетт, прося денег за право на ней жениться. Мюллер и Банат выслеживают Грэма, и, угрожая оружием, спускаются вместе с ним по трапу на берег и сажают в поджидающую машину. По дороге, когда у машины спускает колесо, и немецкие агенты выходят из автомобиля, Грэм с помощью ножичка Мэтьюза замыкает звуковой сигнал, собирая толпу зевак. В возникшей суматохе он прыгает на водительское место, жмёт на газ, врезается в витрину соседнего магазина и убегает.
Вечером начинается сильный ливень с грозой. Грэм добирается до гостиницы, где встречает Стефани. Однако Мюллер оказывается в её номере раньше, выдавая себя за коллегу Грэма. Появляется и Банат, после чего Мюллер просит Стефани спуститься вниз к Хаки, чтобы «они могли поговорить о делах» с Грэмом. Когда Банат уже собирается убить Грэма, в комнату неожиданно входит Гого, вновь предлагая сделку с Жозетт. Банат поворачивается и стреляет в Гого, в этот момент Грэм успевает выскочить через окно на карниз здания. Банат и Мюллер начинают преследовать Грэма по карнизу. Когда инженер оказывается зажатым между двумя нацистскими агентами, его спасает Хаки, который выходит на карниз и стреляет в Мюллера. С близкого расстояния Банат ранит Хаки, который разбивает стекло и падает в комнату. Однако из-за сильного дождя и плохой видимости Банат не может попасть в Грэма, израсходовав все патроны. Банат обходит по карнизу угол здания, выжидая Грэма. Увидев руку инженера, киллер пытается нанести удар ногами и сбросить Грэма вниз, однако в итоге опора не выдерживает грузное тело убийцы, и он срывается вниз.
Грэм сидит в своём номере и заканчивает письмо жене. Хаки говорит ему, что Стефани ждёт его за дверью, но спрашивает, почему инженер вдруг проявил такую решительность. Грэм рвёт письмо и говорит, что просто от всего сошёл с ума и не мог больше это выносить. Входит Стефани, и они обнимаются.

## В ролях
- Джозеф Коттен — Говард Грэм
- Долорес дель Рио — Жозетт Мартель
- Орсон Уэллс — полковник Хаки
- Джек Мосс — Питер Банат
- Юстас Уайетт — профессор Халлер/Мюллер
- Эверетт Слоун — Копейкин
- Фрэнк Ридик — Мэтьюз
- Эдгар Барриер — Куветли
- Джек Дюрант — Гого
- Ричард Беннетт — капитан корабля
- Рут Уоррик — Стефани Грэм
- Агнес Мурхед — миссис Мэтьюз
- Стефан Шнабель — стюард
- Ханс Конрейд — У Ланг Санг, фокусник
- Роберт Мелтцер — стюард

## Создатели фильма и исполнители главных ролей
Джозеф Коттен сыграл во многих наиболее значимых фильмах Орсона Уэллса, включая «Гражданин Кейн» (1941), «Великолепные Эмберсоны» (1942) и «Печать зла» (1958), кроме того они сыграли вместе как актёры в классическом фильме нуар «Третий человек» (1948). Коттен также сыграл в таких памятных фильмах, как «Тень сомнения» (1943), «Газовый свет» (1944) и «Тише, тише, милая Шарлотта» (1964). Помимо указанных выше, наиболее заметные роли Орсон Уэллс сыграл в мелодраме «Джейн Эйр» (1943), а также в собственных фильмах нуар «Чужестранец» (1946) и «Леди из Шанхая» (1947), а также в шекспировском «Отелло» (1952).
К числу наиболее значимых работ режиссёра Нормана Фостера относится серия криминальных комедий с участием международного агента мистера Мото и сыщика Чарли Чена, которые он поставил на рубеже 1930-40-х годов, а также поставленные позднее фильмы нуар «Поцелуями сотри кровь с моих рук» (1948) и «Женщина в бегах» (1950).
Коммерческий директор компании Уэллса «Меркьюри продакшнс» Джек Мосс сыграл роль Баната. «Многие другие актёры фильма были сотрудниками компании „Меркьюри продашнс“: сыгравший капитана корабля Роберт Мелтцер был штатным сценаристом „Меркьюри“, Шифра Харан, которая играла Миссис Халлер, была личным секретарём Уэллса. Херб Дрейк и Билл Робертс, которые играли стюардов на корабле, работали в отделе рекламы „Меркьюри“, шофёр Уэллса, Эдди Ховард, также сыграл эпизодическую роль».

## История создания фильма и роль Орсона Уэллса
Как пишет, киновед Пол Татара, «Орсон Уэллс внёс свой вклад в развитие языка кинематографа, однако помимо „Гражданина Кейна“ (1941) не многие современные кинозрители смогут назвать другие его фильмы». Он подчёркивает, что многие фильмы Уэллса, в том числе и его «компромиссный шедевр», «Великолепные Эмберсоны» (1942), студия РКО закончила и выпустила в прокат, когда сам режиссёр «был за рубежом, готовя другой фильм». Вероятно, «что-то подобное произошло и с фильмом „Путешествие в страх“ (1943), который часто относят к режиссёрским работам Уэллса, но если верить титрам фильма и заявлениям самого Уэллса, он был поставлен Норманом Фостером».
Согласно информации «Голливуд репортер», «студия РКО заплатила 10 тысяч долларов замороженных британских средств за права на экранизацию романа английского писателя Эрика Эмблера». Перебрав несколько кандидатур на роль создателей фильма, «к середине июля 1941 года студия назвала фильм проектом Орсона Уэллса, который тот будет продюсировать и ставить вместе со своей командой театра „Меркурий“. Картина была частью обязательств Уэллса перед студией РКО, предусматривающих создание четырёх картин». На главную роль был выбран "Джозеф Коттен, которого готовили к звёздному статусу после его игры в «Гражданине Кейне». «Хотя в исходных материалах студии режиссёром указывался Уэллс, однако к началу работы в январе 1942 года режиссёром стал Норман Фостер. Уэллс также работал и над сценарием совместно с Джозефом Коттеном, но в экранных титрах этот его вклад не был отражён». В конце января 1942 года роль Уэллса в фильме была ужата до 3-4 дней интенсивных съёмок, чтобы он мог уехать в Бразилию 5 февраля для работы над своим фильмом «Это всё правда».
Шварц указывает, что «хотя режиссёром указан Норман Фостер, Уэллс поставил собственные сцены и также поставил некоторые другие сцены». В свою очередь «TimeOut» называет фильм «скорее придуманным и разработанным, чем поставленным Уэллсом», хотя в это трудно поверить после вступительной сцены, «в которой камера тянется к грязному окну в Стамбуле и заглядывает внутрь» — где «граммофон с металлическим звуком и заевшей иглой безумно бренчит одну и ту же фразу» — и «бросает первый взгляд на увальня-киллера с детским лицом». Татара отмечает, что «памятный эпизод на карнизе здания в проливной дождь — почти наверняка дело его (Уэллса) рук. Уэллс оспаривал это, говоря, что актёры и съёмочная группа стояли на узком высоком и опасном карнизе, так что „сцену ставил тот, кто был ближе всех к камере“. Часть рассказа Уэллса, в любом случае, кажется, была абсолютной правдой — карниз действительно был высоким. В один момент какой-то несчастный член группы упал и сломал себе обе ноги. Для пущего эффекта, Уэллс позднее говорил, что человек погиб, хотя это было не так».
Говоря о своём участии в постановке фильма, Уэллс говорил: «Во время первых пяти эпизодов, я был на съёмочной площадке и определял ракурсы съёмки; я часто говорил, куда поставить камеру и описывал кадр, проверял свет… Я выстраивал фильм, но меня нельзя назвать в полной мере его режиссёром». 6 марта 1942 года, за шесть дней до завершения работы над фильмом, весь отснятый материал был отправлен в Рио-де-Жанейро для того, чтобы Уэллс выполнил монтаж… В спешке завершая этот фильм, Уэллс одновременно заканчивал и работу над «Великолепными Эмберсонами».
По информации Американского киноинститута, «к июню 1942 года глава студии РКО Джордж Джей Шеффер, который привёл Уэллса в Голливуд, был уволен и заменён на Чарльза Кернера, прагматичного театрального менеджера, который, по словам „Нью-Йорк таймс“, ставил „искусство производить эффект выше гениальности“. К концу июня 1942 года Кернер объявил Уэллсу, что его контракт со студией прекращён, и он должен вернуться из Бразилии». В начале июля 1942 года журнал «Голливуд Репортер» сообщил, что студия конфисковала фильм, который находился на стадии монтажа, «без выплат тем, кто работал над картиной».
«В конце августа 1942 года студия решила отложить выпуск картины после того, как критики устроили ей разнос на пресс-просмотре. По информации „Нью-Йорк таймс“, для завершения своих обязательств перед студией, Уэллс согласился перемонтировать финальные эпизоды фильма и снять несколько дополнительных сцен. Согласно имеющимся материалам, Уэллс добавил сцены с наложенным голосом Коттена в начале и в конце картины, и придумал сцену, идущую перед титрами».
Татара отмечает: "Вне зависимости от степени его вклада, Уэллс никогда не скрывал, что был не доволен «Путешествием в страх». Он говорил, что он и Коттен представляли себе совершенно иной фильм, когда писали сценарий. «Эта картина помимо всего прочего была разрушена монтажом», — позднее говорил он режиссёру Питеру Богдановичу. «Было ужасно, что они сделали с фильмом, потому что сценарий, который мы написали, был довольно хороший — это должна была быть очень приличная картина. Хороший актёрский состав и прочее». Уэллс утверждал, что вместе с Коттеном они изобрели «противоположность экшн-картины», но студия «вынула из неё всё, что делало её интересной, кроме экшна».

## Оценка фильма критикой

### Общая оценка и характеристика фильма
После выхода на экраны фильм получил в целом позитивные отклики критики. Так, газета «Нью-Йорк таймс» написала: «Из триллера Эрика Эмблера „Путешествие в страх“ Орсон Уэллс и его постоянная труппа „Меркурий“ сделали неровную, но в целом яркую и увлекательную историю ужаса». Далее автор статьи отмечает, что хотя фильм «менее амбициозный, чем любая из предыдущих работ труппы, тем не менее он на много уровней выше заурядной бродвейской продукции».
В наше время Деннис Шварц назвал картину «высоко атмосферическим», «загадочным» и «увлекательным шпионским фильмом военного времени с нуаровыми обертонами». Крейг Батлер охарактеризовал фильм как "острый и притягательный маленький триллер со множеством уэллсовских моментов, вероятно (и этому можно верить), потому что Уэллс оставил очень подробную раскадровку, которой Фостер покорно следовал. Он считает, что «даже несмотря на навязанный студией монтаж, в картине достаточно того, что обеспечивает дрожь и волнение, начиная с заедающей пластинки, которая сопровождает убийцу и завершая удивительно напряжённой кульминацией на карнизе гостиницы». Батлер резюмирует своё мнение словами: «Не великий фильм, но хорошее щекочущее нервы путешествие». Имея в виду, что это работа, прежде всего, Уэллса, Татара отметил, что даже несмотря на то, что «гений не попал в цель, тем не менее, в его попытке есть что-то увлекательное», заявив далее, что в любом случае она «сильно отличается от всего того, что было выпущено в 1942 году».

### Характеристика режиссёрской работы
Журнал «Variety» пишет: «В своей третьей работе для РКО, Орсон Уэллс не только правит продюсерскими поводьями и исполняет одну из главных характерных ролей, но также и передаёт постановку в руки Нормана Фостера». Далее журнал отмечает, что «картина пытается захватить внимание с помощью серии драматических всплесков, но в значительной степени не дотягивает до нужного уровня из-за своей чрезмерной театральности и разговорности», а «размеренная и медленная режиссура Фостера слишком много задерживается на неважных моментах».
Газета «Нью-Йорк таймс» также отметила, что «хотя фильм поставил Норман Фостер, мистер Уэллс в сотрудничестве с Джозефом Коттеном написали сценарий, и прямо или опосредовано прекрасное драматургическое чутьё Уэллса нашло отпечаток в каждой сцене». Газета считает, что «мистер Фостер оказался совсем не плохим учеником; хотя его стиль скорее вторичен по отношению к Уэллсу, чем ярко индивидуален, это режиссёр, к которому стоит внимательно присмотреться… В своих лучших проявлениях мистер Фостер доказывает, что Хичкок не является единственным режиссёром с чутьём на сюжетный поворот или атмосферический трюк, заставляющий пульс зрителя интенсивно биться». Касаясь недостатков фильма, «Нью-Йорк таймс» отмечает, что по причине «живой актёрской игры персонажи становятся чрезмерными, и мистер Фостер иногда выпускает их из-под контроля в их ненужной болтовне».

### Стиль картины
Многие критики отмечают, что одним из основных достоинств картины является её стилистическое решение, выполненное под заметным влиянием Орсона Уэллса. Татара пишет, что «почти каждый, кто знаком с экспрессионистской съёмкой Уэллса, видит влияние его стиля повсюду в картине». «TimeOut» пишет, что «действие проходит через кошмарные погони, странные встречи и плоские шутки». Оценивая стиль картины, «Нью-Йорк таймс» отмечает: "Страх артиллерийского эксперта постоянно подчёркивается необъяснимым, жутким использованием света и искажённых теней в крысиных коридорах корабля; в затемнённой каюте ощущается ужас спрятавшегося эксперта, когда шаги отдаются на непроницаемо чёрном экране. Батлер также обращает внимание на «уэллсовский визуальный ряд картины с атмосферической постановкой света и эксцентрическими, но потрясающими ракурсами (созданными великолепным оператором Карлом Страссом)… и причудливой одержимостью в манере, которая каким-то образом похожа на уэллсовскую».

### Характеристика актёрской игры
Критики высоко оценили работу всего актёрского состава. «Нью-Йорк таймс» пишет: «Выбрать выдающиеся актёрские работы — это значит назвать практически весь состав актёров — среди них исполнение Уэллсом роли шефа турецкой полиции является единственной утрированной работой». По мнению газеты, «Джозеф Коттен искусно исполняет роль преследуемого эксперта, Агнес Мурхед добавляет ещё один раздражающий портрет ворчливой женщины, а Джек Мосс — который является менеджером компании Уэллса — практически крадёт каждую сцену, в которой он появляется в роли пухлолицего киллера». «Variety» пишет, что «Уэллс выдаёт высококачественную игру в роли шефа турецкой тайной полиции, а Коттен хорош в главной роли, несмотря на то, что сценаристы представляют его постоянно как героя-слабака». Батлер считает, что «Коттен демонстрирует отличную форму в роли главного героя, выдавая тихую игру, которая тем не менее полна сбивчивой и нервной силы. Уэллс чрезмерен в своей роли, но это очень смотрибельная и увлекательная роль, а Агнес Мурхед и Джек Мосс крадут свои сцены».
Татара написал об игре Уэллса: "Любители комичного изображения иностранцев, наверняка захотят посмотреть «Путешествие в страх» по причине экстравагантной игры Уэллса, которая настолько чрезмерна, что многие критики того времени думали, что это какая-то не совсем понятная пародия. Уэллс говорил Богдановичу: «Люди думают, что когда я играю в картинах других людей, то я веду себя как умный циник, который высмеивает то, что делает. Вовсе нет. В этой картине подразумевается, что герой циничен, и именно так я его и сыграл — но я думаю, у меня не получилось».